# فران مک کافری
فران مک کافری (انگلیسی: Fran McCaffery؛ زادهٔ ۲۳ مهٔ ۱۹۵۹) بازیکن بسکتبال، و سرمربی (بسکتبال) اهل ایالات متحده آمریکا است.